# Kościół św. Stanisława Biskupa Męczennika we Franknowie
Kościół św. Stanisława Biskupa Męczennika we Franknowie – rzymskokatolicki kościół parafialny zlokalizowany we wsi Franknowo w powiecie olsztyńskim. Jest siedzibą parafii św. Stanisława Biskupa Męczennika.

## Historia
Obiekt pochodzi z lat 1746-1751. Jego fundatorem był biskup Adam Stanisław Grabowski o czym informuje kamienna tablica fundacyjna z herbem duchownego. W 1843 doszło do zawalenia się sklepienia kościoła. W trakcie prac remontowych obniżono mury i założono drewniany strop.

## Galeria

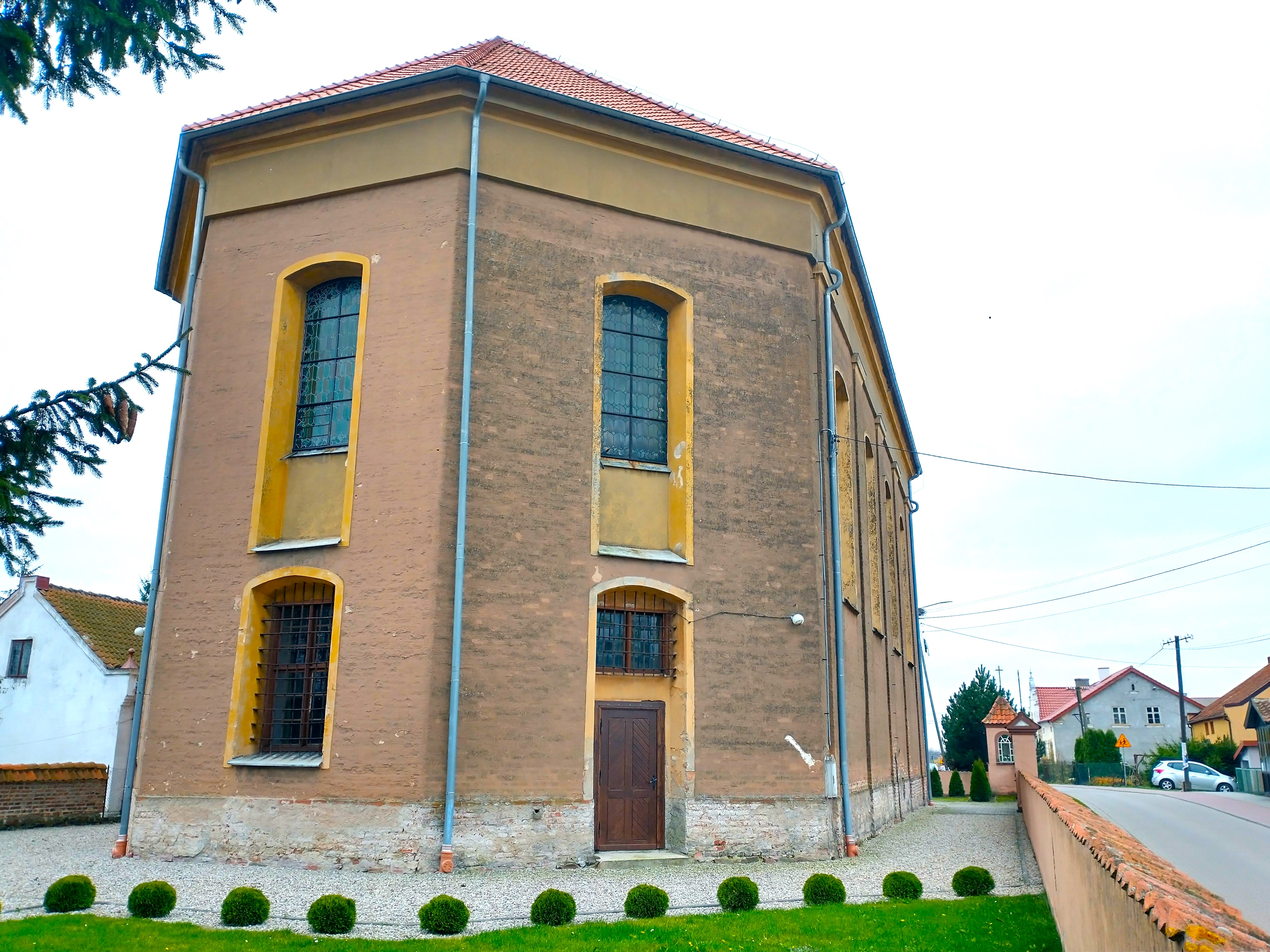
Widok od strony prezbiterium
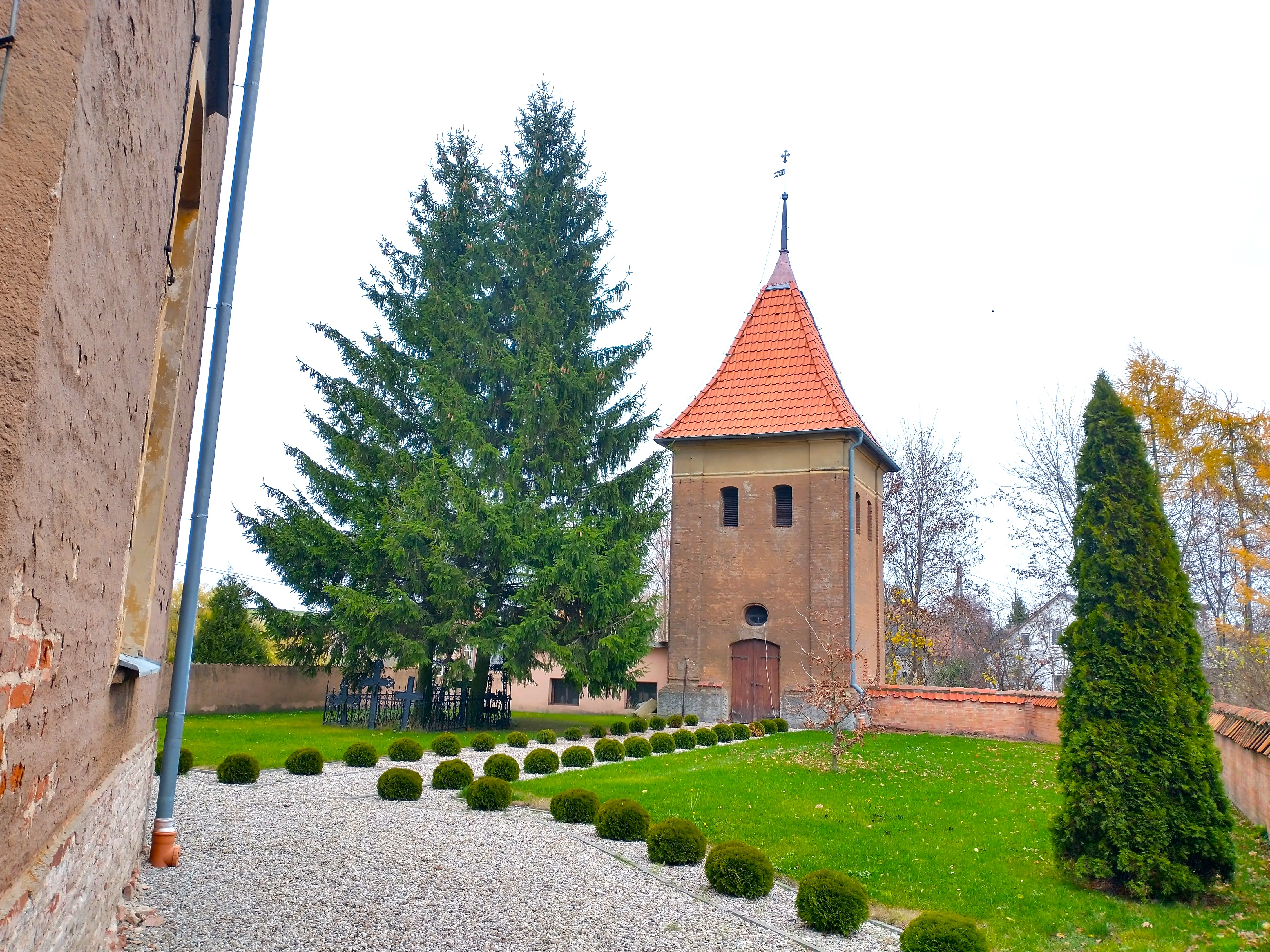
Dzwonnica